# Dzierzgoń (See)
Dzierzgoń (deutsch: Sorgensee) ist ein 7,88 km² großer See in der Nähe der Stadt Prabuty (Riesenburg) in der Woiwodschaft Pommern in Polen (bis 1939: Regierungsbezirk Westpreußen, 1939–1945 Regierungsbezirk Marienwerder). Der auf einer Höhe von 81,5 m im Nordosten von Prabuty gelegene, bis zu 15 m tiefe See wird von dem kleinen Fluss Liwa durchflossen, der in der Weichselniederung nördlich von Kwidzyn (Marienwerder) der Nogat zufließt.